# 패트릭 휴어드
파트리크 위아르(프랑스어: Patrick Huard, 영어: 패트릭 후아, 1969년 1월 2일 ~ )는 캐나다의 배우, 각본가, 코미디언, 영화 프로듀서, 영화배우, 텔레비전 배우이다.
몬트리올에서 태어났다.

## 영화
- Sur le seuil (2003)
- 굿 캅 배드 캅 (2006, Bon Cop, Bad Cop) - 데이빗 보차드 역
- Les 3 P'tits cochons (2007)
- Cadavres (2009)
- Mr.스타벅 (2011) - 다비드 보즈니아크 역
- 펑키타운 (2011, Funkytown)
- Le Projet Omerta (2012)
- 마미 (2014) - 폴 역
- Guibord s'en va-t-en guerre (2015)